# Резинифератоксин
Резинифератоксин — химическое вещество натурального происхождения, обнаруженное в молочае смолоносном (Euphorbia resinifera), растущем в Марокко, и в молочае Пуассона (Euphorbia poissonii), растущем в северной Нигерии. Резинифератоксин является крайне сильным аналогом капсаицина, активного ингредиента в перцах чили. Растворим в диметилсульфоксиде и этаноле. Самое острое вещество в мире (16 миллиардов ЕШС).

## Обзор
Резинифератоксин активирует ванилоидные рецепторы TRPV1 в субпопуляции первичных афферентных сенсорных нейронов, участвующих в ноцицепции (передаче физиологической боли). TRPV1 представляет собой ионный канал в плазматической мембране сенсорных нейронов. Стимуляция резинифератоксином делает его проницаемым для катионов, в особенности для ионов кальция. Приток катионов вызывает деполяризацию нейрона и передачу сигнала, подобного тому, который передаётся, когда иннервируемая этим нейроном ткань обжигается или повреждается. За стимуляцией следует десенсибилизация и обезболивание, частично вызываемое отмиранием нервных окончаний в результате перегрузки кальцием.

## Полный синтез
Полный синтез (+)-резинифератоксина был завершён группой профессора Пола А. Вендера  в Стэнфордском университете в 1997 году. В 2007 году это представлено как только законченный полный синтез любого элемента семейства молекул дафнан.

## Токсичность
Резинифератоксин весьма токсичен (является сильнейшим ирритантом) и может нанести химические ожоги.  Эксперименты на животных показывают, что употребление дозы 10 граммов может быть достаточно для причинения смерти или серьёзного ущерба здоровью. По шкале Сковилла, резинифератоксин занимает первое место по жгучести, имея ЕШС — 16.000.000.000; в тысячу раз выше, чем ЕШС для чистого капсаицина. Благодаря своей токсичности может использоваться как обезболивающее, так как уничтожает нервные волокна. 

## Галерея растений

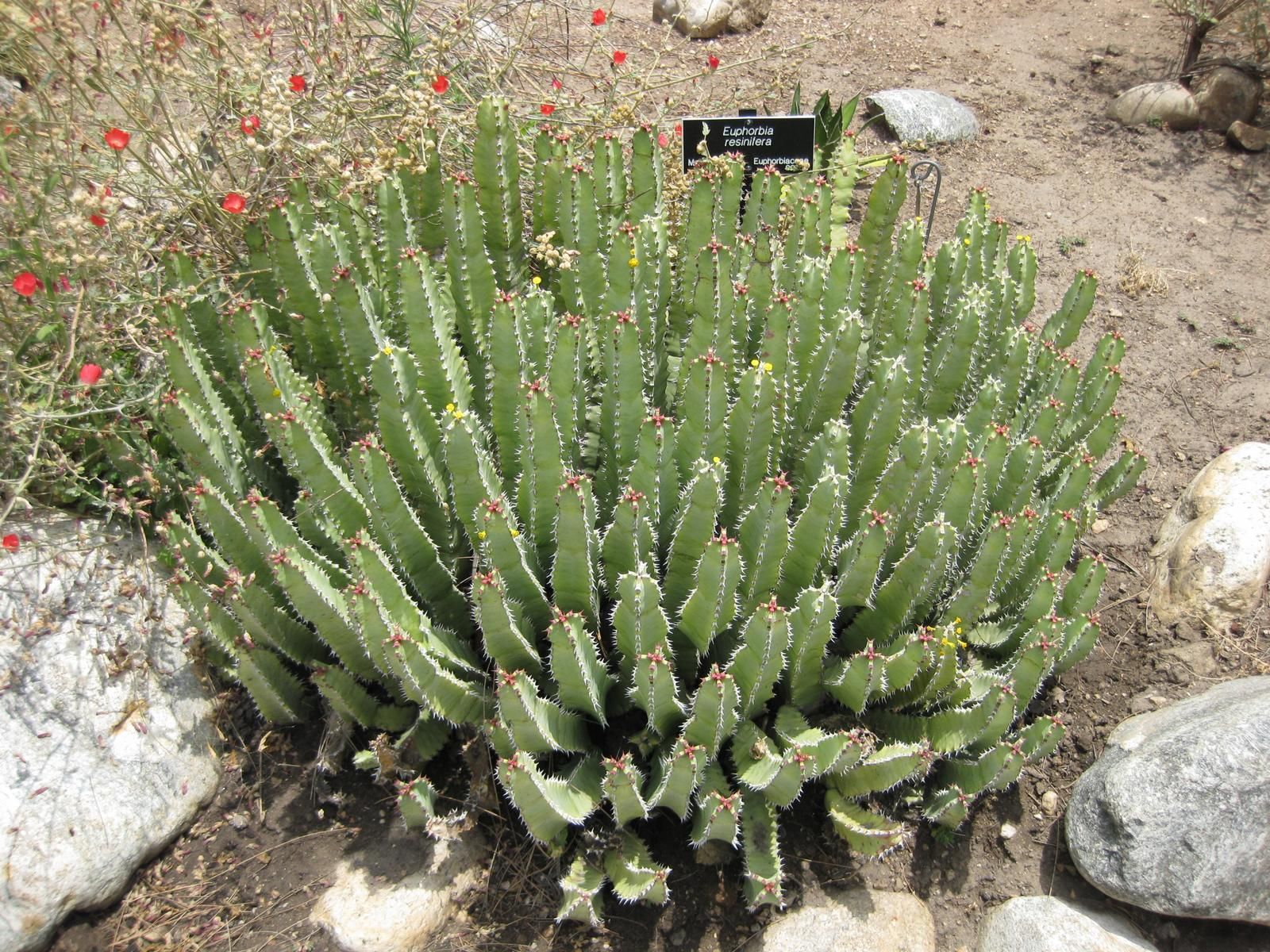
Молочай смолоносный (Euphorbia resinifera)
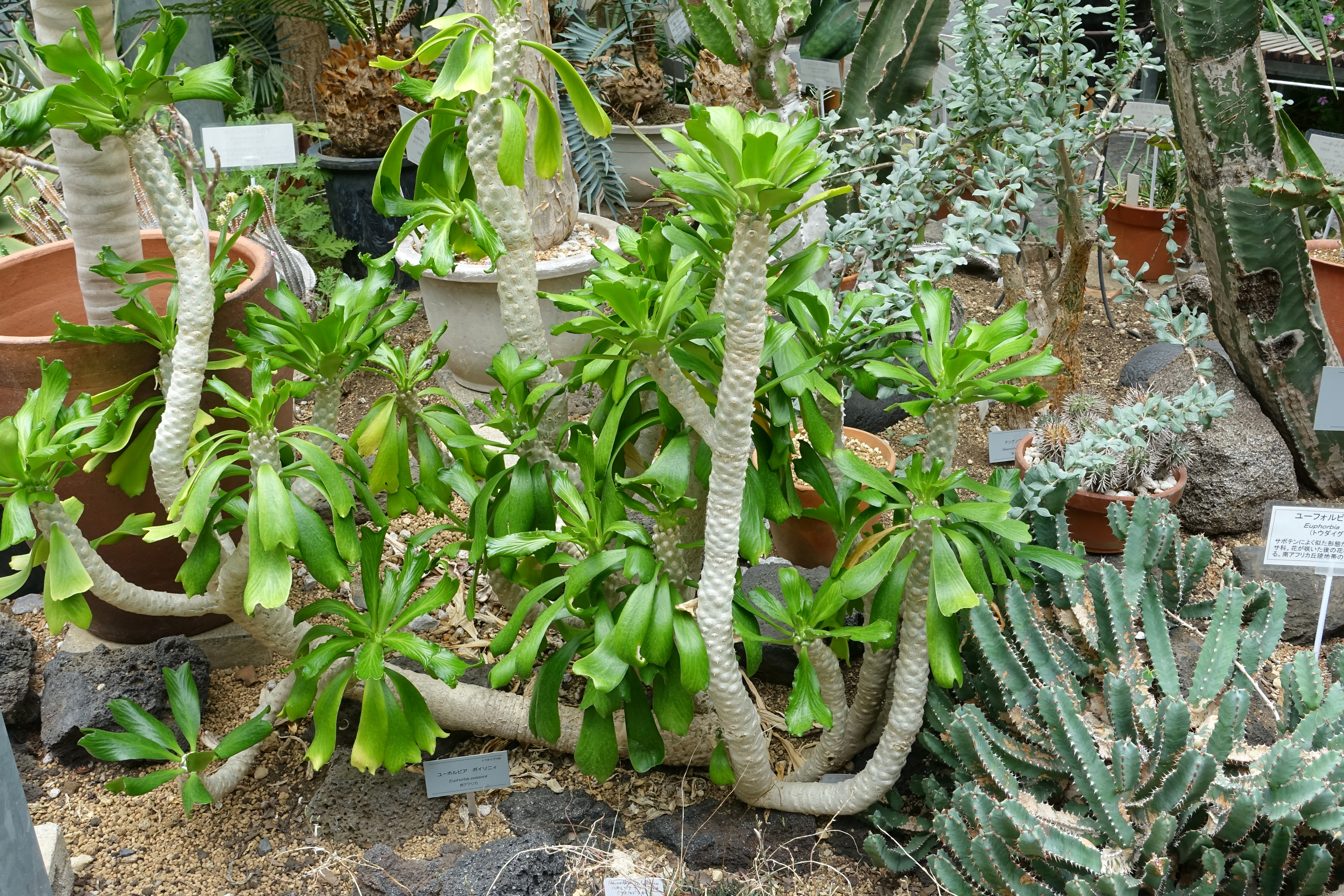
Молочай Пуассона (Euphorbia poissonii)